# Marion Poschmann
Marion Poschmann (ur. 15 grudnia 1969 w Essen) – niemiecka pisarka i poetka liryczna, laureatka wielu prestiżowych nagród literackich.

## Życiorys
Marion Poschman urodziła się w 1969 roku w Essen, w kraju związkowym Nadrenia Północna-Westfalia, dorastała natomiast w Mülheim an der Ruhr. W latach 1989–1995 studiowała germanistykę, filozofię oraz slawistykę, najpierw w Bonn a później od 1992 w Berlinie. Od 1997 do 2003 nauczała niemieckiego w ramach polsko – niemieckiego projektu Spotkanie heißt Begegnung w szkole podstawowej. Członkini Deutsche Akademie für Sprache und Dichtung oraz Niemieckiego Centrum PEN. Autorka otrzymała wiele wyróżnień i nagród m.in. za powieść Die Sonnenposition zdobyła literacką nagrodę im. Wilhelma Raabe. Obecnie mieszka i tworzy w Berlinie.

## Dzieła
- 2002: Baden bei Gewitter – powieść
- 2002: Verschlossene Kammern – wiersze
- 2004: Grund zu Schafen – wiersze
- 2005: Schwarzweißroman – powieść
- 2008: Hundenovelle – nowela
- 2010: Geistersehen – wiersze
- 2013: Die Sonnenposition – powieść
- 2016: Mondbetrachtung in mondloser Nacht. Über Dichtung – esej
- 2016: Geliehene Landschaften – poematy i elegie
- 2017: Die Kieferninseln – powieść

Pojedyncze publikacje w czasopismach:
- Gnadenanstalt (wiersz), w: Macondo (magazyn literacki) 4. 2000.
- Pappelalleen; heller Report (wiersze), w: Macondo 9. 2003.
- Zacken, Blitze, w: BELLA triste (czasopismo literackie)18, 2007.
- Badeoden. Gedichte. (wiersze), w: BELLA triste, 23, 2009.

## Nagrody i wyróżnienia
- 2002: Stypendium Alfreda Döblina
- 2003: Nagroda im. Wolfganga Weyraucha (nagroda finansowa)
- 2004: Stypendium Niemieckiej Akademii Rom Villa Massimo
- 2005: Nominacja powieści Schwarzweißroman do Deutscher Buchpreis
- 2005: Nagroda literacka Zagłębia Ruhry
- 2006: Stypendium Międzynarodowego Domu Artysty Villa Concordia (Internationales Künstlerhaus Villa Concordia)
- 2006: Nagroda literacka Droste-Preis miasta Meersburg (nagroda finansowa)
- 2007: Nagroda kraju związkowego Nadrenia Północna-Westfalia dla młodych artystek i artystów (nagroda pieniężna)
- 2007: Stypendium Niemieckiego Funduszu Literackiego
- 2009: Stypendium literackie Fundacji Konrada Adenauera
- 2011: Stypendium miasta Tybinga
- 2011: Nagroda im. Petera Huchela
- 2011: Stypendium Senatu Berlina
- 2011: Nagroda im Ernsta Meistera za wiersz Geistersehen
- 2012: Stypendium Niemieckiego Funduszu Literackiego
- 2013: Nagroda im. Wilhelma Raabe za powieść Die Sonnenposition
- 2017: Nagroda literacka miasta Düsseldorf
- 2017: Członkini Niemieckiej Akademii Języka i Sztuki (Deutsche Akademie für Sprache und Dichtung)
- 2018: Berliner Literaturpreis[4]